# Infanterie hongroise (République des Deux Nations)

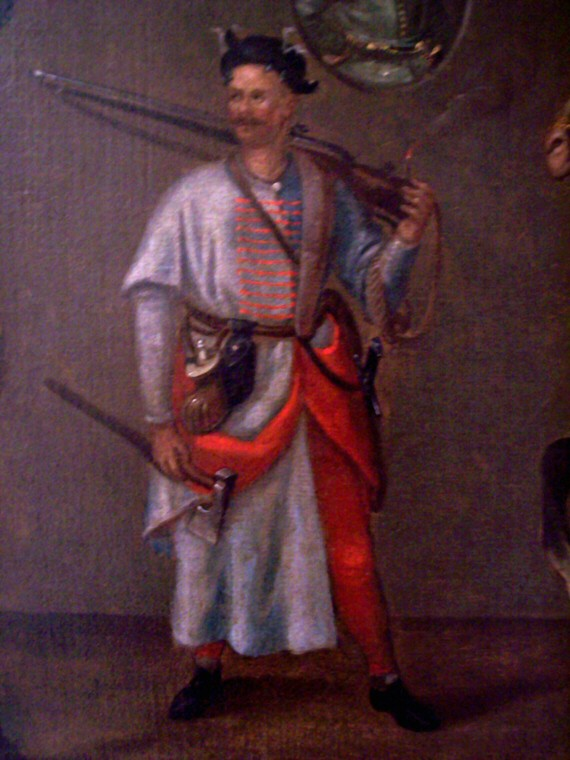
Un Hajduk en 1620.

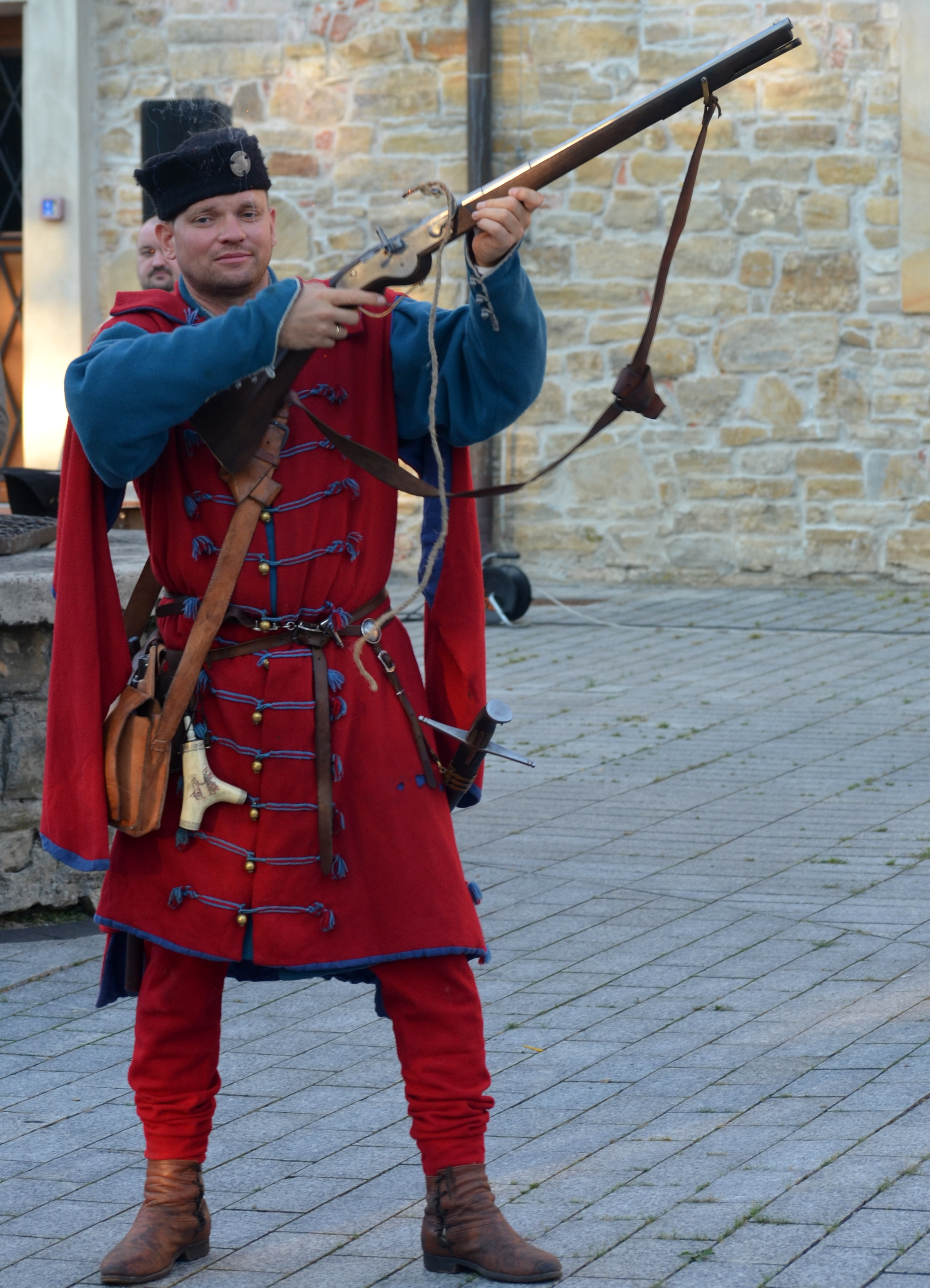
Un Hajduk en 2020.

L'infanterie hongroise (Piechota węgierska) ou les Hajduks (Hajducy) constituait une formation militaire de la République des Deux Nations, organisée à la manière hongroise par le roi Étienne Báthory au XVIe siècle. Les fantassins hongrois étaient les gardes du corps des dirigeants de la Pologne et des hetmans de la République de Pologne. 

## Histoire
Le mot hajduk est entré dans la langue polonaise à partir du hongrois à la fin du XVIe siècle. Il s'agissait initialement d'un terme familier désignant le style de fantassin d'inspiration hongroise ou turco-balkanique introduit par le roi Étienne Báthory, lui-même hongrois, dans les années 1570, et qui constituait la base de l'infanterie polonaise des années 1570 jusqu'aux années 1630. Fait inhabituel à cette époque, les hajduks polono-lituaniens portaient des uniformes, généralement en tissu de laine gris-bleu, avec un col et des poignets rouges. Leur arme principale était une arme à mèche de petit calibre, appelée arquebuse. Pour le combat rapproché, ils portaient également un sabre lourd, capable de couper les têtes des piques et des armes d'hast ennemies.
Contrairement à l'opinion populaire, la petite hache qu'ils portaient souvent glissée dans leur ceinture (à ne pas confondre avec l'énorme hache bardiche en forme de demi-lune, qui était rarement portée par les hajduks) n'était pas une arme de combat, mais était plutôt destinée à couper du bois.
Au milieu du XVIIe siècle, l'infanterie de type hajduk est tombée en désuétude en Pologne-Lituanie et a été remplacée par l'infanterie armée de mousquets de style occidental. Cependant, les commandants ou hetmans polono-lituaniens ont continué à entretenir leurs propres gardes du corps en livrée de hajduks jusqu'au XVIIIe siècle, comme une sorte de retour au passé, même s'ils étaient désormais rarement utilisés comme troupes de campagne. 

## Tactique
Les unités d'infanterie hongroise étaient disposées en formation de dix rangs.
Pendant la bataille, avant de tirer une salve, elle formait dix lignes de dix personnes chacune, les neuf premières rangées étant agenouillées, le dernier tirant une salve au-dessus de la tête de ses collègues, le suivant se levant et tirant, et ainsi de suite. à partir de la fin, toutes les lignes ont tiré une salve, provoquant ce qu'on appelle une attaque à feu roulant.
Lorsque l'unité ennemie tirait une salve, les hajduks se jetaient au sol pour minimiser les pertes. Souvent, lorsque la distance par rapport à l'unité ennemie diminuait, les soldats mettaient leurs arquebuses sur leur dos et chargeaient l'unité ennemie au sabre ou à la hache.
L'infanterie hongroise était utilisée pour prendre d'assaut et défendre les positions fortifiées. Elle pouvait également être employée à des travaux d'ingénierie et de sapeur.